# Bão mùa đông Bắc Mỹ từ ngày 13–17 tháng 2 năm 2021
Cơn bão mùa đông Bắc Mỹ từ ngày 13–17 tháng 2 năm 2021, còn được gọi không chính thức là Bão mùa đông Uri, là một cơn bão băng lớn gây ảnh hưởng trên diện rộng khắp Hoa Kỳ, Bắc México và một phần Canada từ ngày 13 đến ngày 17 tháng 2 năm 2021. Uri hình thành ở Tây Bắc Thái Bình Dương rồi nhanh chóng đổ bộ vào miền Nam Hoa Kỳ, sau thì hướng thẳng về phía Trung Tây và Đông Bắc nước này.
Cơn bão tuyết khiến hơn 170 triệu người trên toàn nước Mỹ phải sống trong thời tiết mùa đông lạnh giá. Bão còn gây mất điện cho hơn 9,7 triệu người ở Hoa Kỳ (đặc biệt là ở Texas) và México. Đây là vụ mất điện lớn nhất ở Hoa Kỳ kể từ năm 2003. Bão Uri gây thời tiết lạnh giá bất thường ở Đông Nam Hoa Kỳ, thậm chí nơi đây còn ghi nhận một số cơn lốc xoáy. Vào ngày 16 tháng 2, có ít nhất 20 trường hợp tử vong trực tiếp và 13 trường hợp tử vong gián tiếp do cơn bão; tính đến ngày 19 tháng 2, có ít nhất 290 người thiệt mạng, bao gồm 276 người ở Hoa Kỳ và 14 người ở México.

## Lịch sử khí tượng
Vào ngày 13 tháng 2, một cơn bão frông phát triển ngoài khơi bờ biển Tây Bắc Thái Bình Dương, rồi di chuyển theo hướng đông nam. Trong thời gian này, cơn bão đạt áp suất thấp nhất là 992 milibar (29,3 inHg) trên dãy núi Rocky. Cùng ngày, cơn bão được kênh The Weather Channel của Mỹ đặt tên không chính thức là Bão mùa đông Uri; Ủy ban Truyền thông Liên bang ngày 17 tháng 2 cũng thông qua tên này. Vài ngày kế tiếp, cơn bão bắt đầu phát triển khi nó đi vào miền Nam Hoa Kỳ và di chuyển vào Texas. Vào ngày 15 tháng 2, hệ thống đã phát triển một bề mặt mới ở độ cao thấp ngoài khơi bờ biển Florida Panhandle, khi cơn bão chuyển hướng về phía đông bắc và mở rộng về kích thước.
Vào ngày 16 tháng 2, cơn bão đã phát triển một trung tâm áp thấp khác về phía bắc khi hệ thống này phát triển có tổ chức hơn, trong khi di chuyển về phía đông bắc. 
Cuối ngày hôm đó, cơn bão đã chia làm đôi, với cơn bão mới hơn di chuyển theo hướng bắc vào Quebec, trong khi hệ thống ban đầu di chuyển ra khỏi Bờ Đông của Hoa Kỳ. Vào thời điểm cơn bão mùa đông rời khỏi Hoa Kỳ vào cuối ngày 16 tháng 2, lượng tuyết rơi kết hợp từ nhiều cơn bão mùa đông trong tháng qua đã khiến gần 75% Hoa Kỳ lục địa bị tuyết bao phủ.